# Charles Guillon
Gérard Charles Hubert Guillon (Roermond, 13 juli 1811 — aldaar, 10 november 1873) was een Nederlands notaris en politicus. Het bekendst is Guillon om zijn archeologische verzameling.

## Biografie
Guillon werd geboren te Roermond in 1811 als zoon van een Franse vader en een Nederlandse moeder. Zijn vader, Charles François Guillon (1776-1851) was met de legers van Napoleon naar Nederland gekomen waar hij uiteindelijk trouwde met de Roermondse Maria Aldegonda Bongaerts (1783-1846). Uit dit huwelijk werden in totaal tien kinderen geboren, het merendeel van de kinderen bleef ongehuwd of stierf jong. Enkel Charles junior en zijn jongere broer Constant bereikten een leeftijd boven de 35 jaar. Na enige jaren in Stramproy te hebben gewoond, vestigde de familie zich in 1814 definitief in Roermond, waar de vader als procureur van de Arrondissementsrechtbank werkzaam was. De Franse Guillon kon goed aarden in de ‘nieuwe’ provincie Limburg en wist volwaardig in te burgeren in de sociale bovenlaag van Roermond. Het duurde echter tot 1817 eer hij zich naturaliseert tot Nederlander.
In Roermond volgde Charles Guillon junior zijn middelbaar onderwijs op het Koninklijk College en na voltooiing ging hij in de leer bij een notaris. In 1843 werd hij zelf als notaris in Roermond beëdigd. In 1849 trouwde hij met Maria Elisabeth Engels (geboren te Helden in 1821) die hem in 1850 een zoon schenkt. Een lang leven was dit huiselijke geluk niet beschoren. Op 30 augustus 1850 stierf Guillons enige kind, zoon Albert Jean François, nog geen half jaar oud en een klein jaar later ook Elisabeth. Beiden werden begraven in een familiegraf in Panningen, waarvoor beeldhouwer en vriend Henri Leeuw sr. (1819-1909) een monument maakte dat in 1856 gereed was. In 1873 werd ook Guillon zelf bijgezet in dit familiegraf.

## Politieke en maatschappelijke betrokkenheid
Naast het uitvoeren van het ambt van notaris was Guillon ook actief in de regionale politiek. In 1851 nam hij als lid plaats in de gemeenteraad, een functie die hij tot zijn dood zou vervullen. Bovendien was hij tussen 1855 en 1868 lid van de Provinciale staten. Guillon staat bekend als een liberaal die in zijn opvattingen werd geïnspireerd door Franse en Belgische vrijheidsdenkers. Deze zijn radicaler in hun opvattingen dan de constitutionele liberalen in Nederland. Samen met zijn broer Constant, streefde Guillon naar politieke en economische vernieuwingen binnen het Nederlandse staatsgezag. De liberale ideologie van de broers wordt ook veelal geassocieerd met antiklerikalisme, wat in een katholieke provincie als Limburg niet altijd goed viel. De gebroeders Guillon waren daarbij weinig pro-Nederlands gericht, wat zeker te maken heeft met hun deels Franse afkomst.

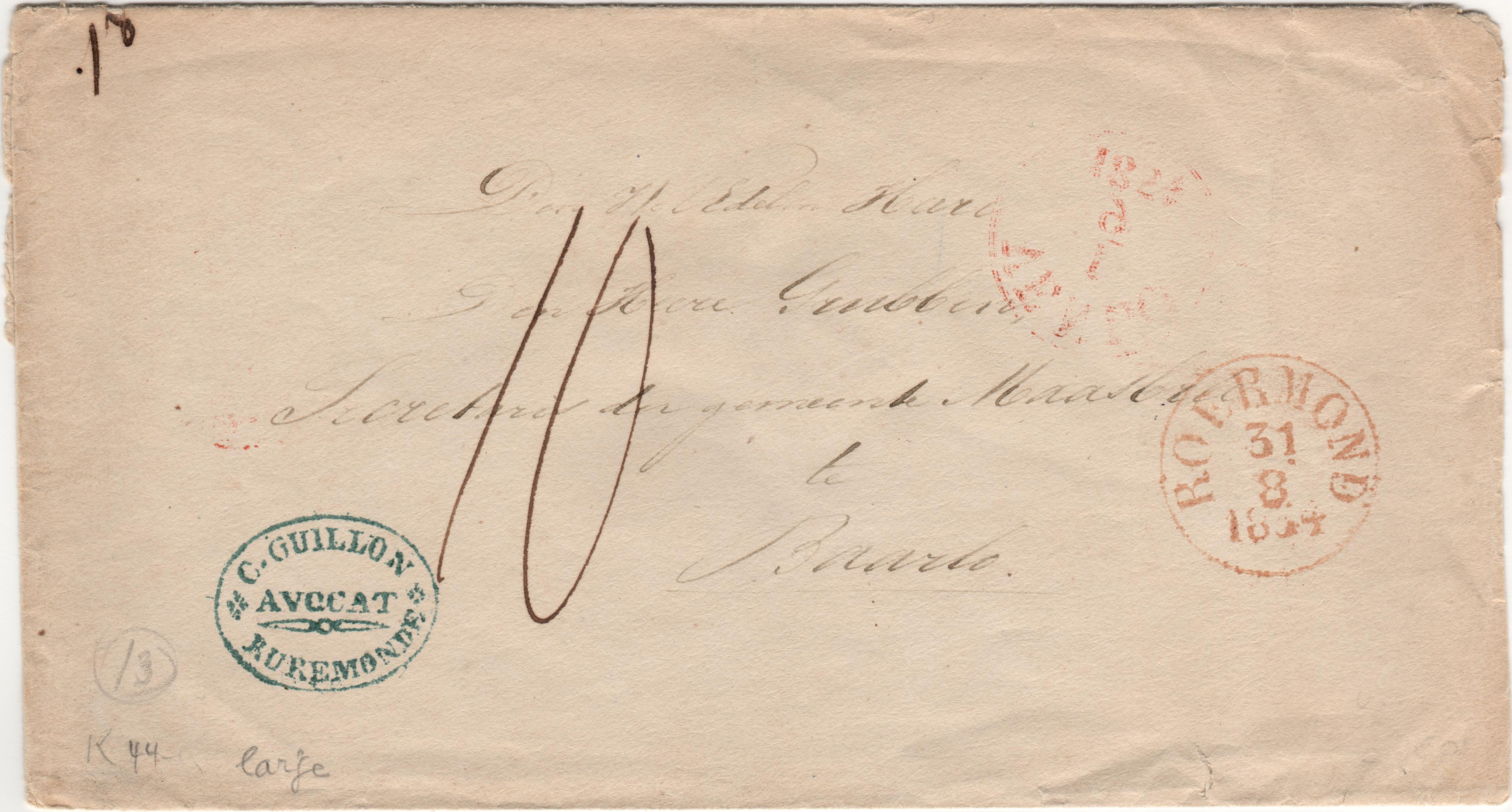
Brief aan de secretaris van de gemeente Maasbree, dhr. Grubben, uit 1854 met het stempel van het kantoor van Guillon.

De gevoelens van de broers en van vele anderen in Roermond en Limburg gaan terug op het jaar 1839. In dat jaar werd Limburg officieel gesplitst in een Belgisch en een Nederlands deel. En dat betekende voor een stad als Roermond nogal een verandering. De stad was bijna zonder onderbreking meer dan drie eeuwen een centraal gezag uit Brussel gewend. Ook cultureel, religieus en economisch voelde men zich meer verbonden met België. In 1839 werden deze banden radicaal doorgesneden en werd noordoostelijke deel van Limburg, inclusief de stad Roermond opgenomen in een Nederlands staatsverband. Dit leidde tot onvrede. In de jaren 1843-1845 waren er openlijke pogingen geweest om Limburg van Nederland af te scheiden en vervolgens met België te herenigen, of om een aparte status als Luxemburg te verwerven. Deze pogingen slaagden niet, maar het verlangen naar ‘bevrijding’ bleef en zou nog lang blijven.
In 1848 vond er een opleving van deze gevoelens plaats, een opleving die in Roermond diverse relletjes teweegbracht en waarbij de gebroeders Guillon ook een rol speelden. Zo werd er op de avond van 12 maart luidruchtig een lied gezongen door de straten van Roermond. Het lied richtte zich tegen Schoemaker, de commandant van de Roermondse Marechaussee en daarmee dus een belangrijke handhaver van het Nederlandse gezag in de stad. Aanstichter van dit gezang was volgens de officier van justitie De Willebois niemand minder dan Constant Guillon. Uiteindelijk bleef in 1848 een echte revolutie in Roermond uit, maar duidelijk was dat de integratie bij Nederland nog lang niet voltooid was.
Naast de politieke betrokkenheid zijn er ook enkele tekens in de geschiedenis van Roermond te vinden waaruit blijkt dat Guillon ook sociaal betrokken was bij zijn geboortestad. Zo was Guillon een van de oprichters van de Heilige Christophorus der St. Vincentiusvereniging in 1859, die zich inzette voor de minderbedeelden. En ook op het gebied van onderwijs was Guillon actief. In zijn boekenkast zijn diverse werken te vinden die betrekking hebben op verschillende visies op onderwijs en op de geschiedenis van educatie. Daarnaast zat Guillon in de ‘Plaatselijke schoolcommissie’ en de ‘Commissie van toezicht op het middelbaar onderwijs’ in de gemeente Roermond. Bovendien was Guillon vanaf 1868 schoolopziender in het district Sittard en ijverde hij voor de komst van een Rijks Hogere Burgerschool in Roermond. Deze eliteschool kwam er uiteindelijk ook en bleef belangrijk voor Guillon. Zo schonk hij zijn insecten- en plantenverzameling die hij samen met Dr. Mathieu had aangelegd in zijn geheel aan het onderwijsinstituut.

## Musée Guillon
Guillon heeft gedurende zijn leven een enorme (kunst) historische verzameling aangelegd die hij tentoonstelde in zijn woonhuis aan de Swalmerstraat. Deze verzameling stond bekend onder de naam 'Musée Guillon'. In zijn collectie bevonden zich onder andere 68 schilderijen, 830 charters, bijna 1800 munten en rond de 1000 Romeinse en Germaanse oudheden waarvan een deel zelf opgegraven. Daarnaast had Guillon een eigen bibliotheek die 3114 naslagwerken bevatte. Na zijn dood is de gehele collectie in twee delen geveild. In 1874 kwamen de boeken, charters en de kunstobjecten onder de hamer. Pas in 1890 werden de munten en de oudheden geveild. Een groot deel van de oudheden is aangekocht door het Rijksmuseum van Oudheden te Leiden. De overige stukken zijn veelal gekocht door particulieren en handelaren.